# Zacualpan (kommun i Morelos)
Zacualpan är en kommun i Mexiko.   Den ligger i delstaten Morelos, i den sydöstra delen av landet, 80 km sydost om huvudstaden Mexico City.
Följande samhällen finns i Zacualpan:
- Tlacotepec
- Zacualpan de Amilpas
- La Presa
- Colonia Guadalupe Victoria